# Карібов Вахтанг Курбанович
Вахтанг Курбанович Карібов (нар. 17 вересня 1960) — радянський та узбецький футболіст та тренер, виступав на позиції захисника та півзахисника.

## Клубна кар'єра
Футбольну кар'єру розпочав у 1981 році в складі «Сохібкору», за який провів 5 поєдинків у Другій лізі СРСР. Наступного року перейшов до такентського «Старту», де став гравцем основної обойми (30 матчів, 1 гол). У 1983 році отримав запрошення від вищолігового ташкентського «Пахтакора», але пробитися до першої команди не зумів. Виступав за дубль команди, у футболці якої відзначився 1 голом. По ходу сезону 1983 року повернувся до «Старту» (Ташкент). З 1985 по 1989 рік виступав у другій радянській лізі за «Хорезм» (Янгієр), |«Ханкі» та «Джейхун». У 1990 році приєднався до клубу Другої нижчої ліги СРСР «Чирчик», в якому відіграв два сезони.
У 1992 році перейшов до «Кимьогару» (Алмалик), у складі якого став учасником першого розіграшу незалежного чемпіонату Узбекистану серед команд Вищої ліги (20 матчів, 6 голів). Проте за підсумками сезону колектив з Алмалику посів 16-е місце й вилетів до Першої ліги. Вахтанг же виїхав до України, де підписав контракт з «Прикарпаттям», у футболці якого провів 1 поєдинок у першому розіграші Вищої ліги чемпіонату України. Цей поєдинок став єдиним для Карібова у футболці «Прикарпаття». Під час зимової перерви сезону 1992/93 років перейов до «Приладиста». У складі мукачівського клубу дебютував 4 квітня 1993 року в нічийному (0:0) виїзному поєдинку 25-о туру Першої ліги проти павлоградського «Шахтаря». Карібов вийов на поле на 65-й хвилині, замінивши Ігора Шуранова. Дебютним голом за «приладистів» відзначився 5 травня 1993 року на 28-й хвилині нічийного (1:1) домашнього поєдинку 31-о туру Першої ліги проти миколаївського «Евіса». Вахтанг вийшов на поле в стартовому складі та відіграв увесь матч. Напередодні початку сезону 1993/94 років команда змінила назву на «Карпати». Загалом же у мукачівському колективі відіграв два з половиною сезони, за цей час у Першій лізі зіграв 94 матчі та відзначився 30-а голами, ще 3 матчі (1 гол) провів у кубку України.
Сезон 1995/96 років розпочав у головній команді області — ФК «Закарпаття», у футболці якої дебютував 4 серпня 1995 року в програному (1:3) виїзному поєдинку 1-о туру Першої ліги проти ФК «Львів». Карібов вийшов на поле в стартовому складі та відіграв увесь матч, а на 22-й хвилині отримав жовту картку. Дебютним голом у футболці закарпатського колективу відзначився 28 серпня 1995 року на 64-й хвилині (реалізував пенальті) програного (1:2) домашнього поєдинку 7-о туру Першої ліги проти харківського «Металіста». Вахтанг вийшов на поле в стартовому складі та відіграв увесь матч. У першій частині сезону в чемпіонаті України зіграв 14 матчів та відзначився 5-а голами (в усіх випадках — реалізовував пенальті), ще 1 поєдинок провів у кубку України.
У 1996 році виїхав до сусідньої Угорщини, де виступав у нижчоліговому клубі «Ньїрмеддьєш» з однойменного міста. У 1997 році завершив кар'єру футболіста.

## Кар'єра тренера
По завершенні кар'єри гравця розпочав тренерську діяльність. З 2008 по 2009 рік працював головним тренером ФК «Мукачево».

## Особисте життя
Має сина — Михайла, також професіонального футболіста, який відомий за виступами в дублі «Закарпаття» та в першоліговому сумському «Спартаку».